# Бостанджия
Бостанджията е член на бостанджийския оджак, т.е. на охраната на османския султан, респективно на тайните служби на Османската империя. Начело на бостанджиите организирани в бостанджийски оджак е бостанджибашията.
През 14 – 15 век в Османската империя бостанджиите пазели отвън султанския дворец. Бостанджиите охраняват османския султан и също така изпълняват издадените от него смъртни присъди, т.е. те са и елитна част на еничарския корпус. 